# Muralla de Visby

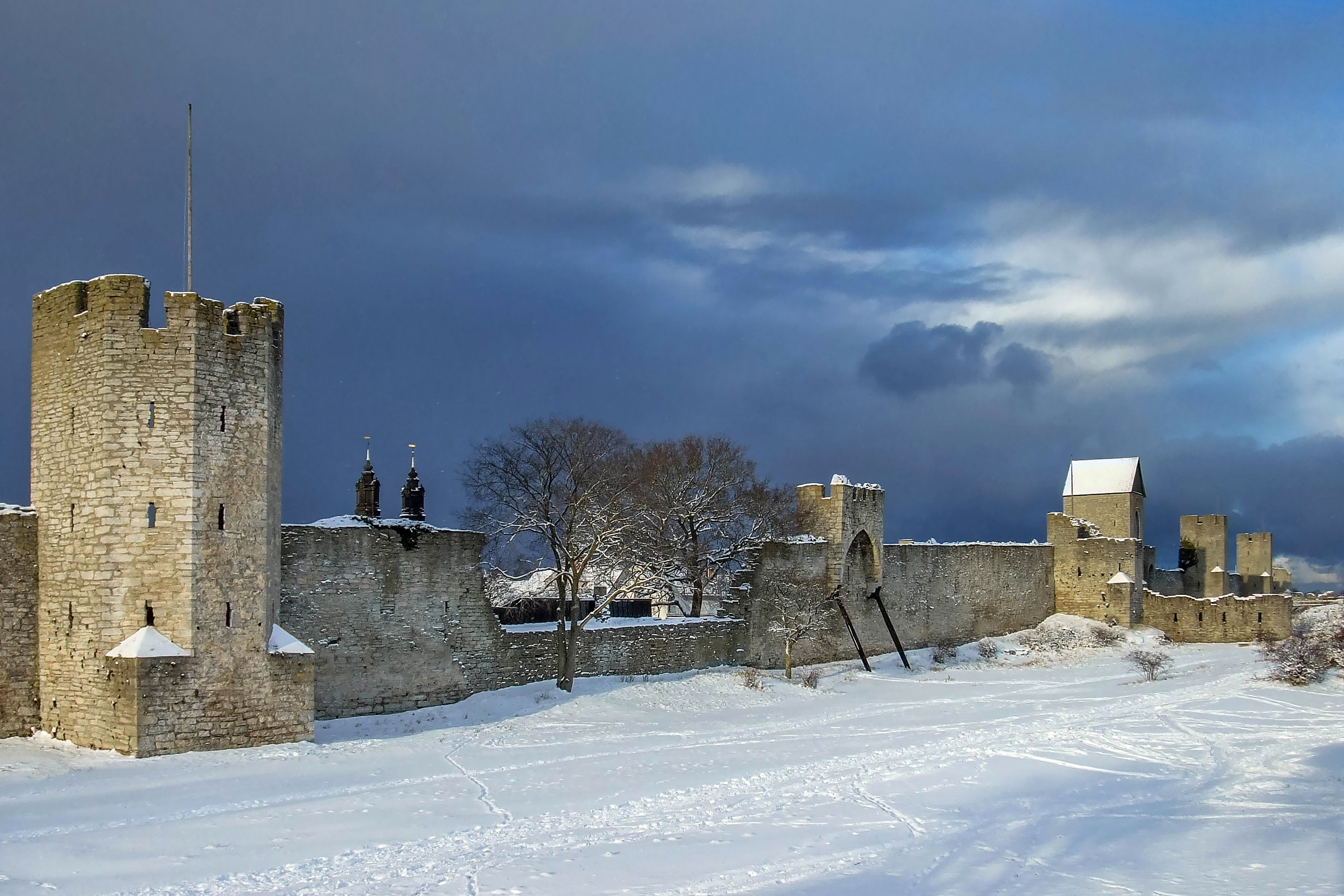
Vista de la muralla de Visby a l'hivern, Suècia

La muralla de Visby (en suec Visby ringmur, a vegades Visby stadsmur) és un mur defensiu medieval que envolta el poble de Visby a l'illa de Gotland, Suècia. És la murada medieval més forta, llarga i millor preservada d'Escandinàvia, i per això és una part important del Patrimoni de la Humanitat de la ciutat hanseàtica de Visby.
Es va construir en dues etapes durant els segles xiii i xiv; encara es conserven uns 3,44 km dels seus 3,6 km originaris. De les 29 grans torres i 22 torres petites, encara es conserven 27 i 9, respectivament. Algunes cases anteriors a la construcció de la muralla s'hi incorporaren durant una de les fases de la construcció. Durant el segle xviii, s'hi afegiren fortificacions en diversos punts i algunes torres es reconstruïren per posar-hi canons.

## Història
La part més antiga de la muralla és una torre defensiva, hui anomenada Kruttornet (la Torre de la Pólvora), que es construí a l'entrada del port al segle xii, i és l'edificació no religiosa més antiga dels països nòrdics. Als anys 1270 i 1280, comença la construcció d'una defensa adequada per a la ciutat de Visby, amb un mur que donava a terra ferma. Aquest primer mur tenia uns 5 o 6 m d'alt. Al costat de la ciutat, el mur tenia una plataforma elevada per a arquers amb obertures espaiades regularment per llançar fletxes, a més d'escletxes. Segons els estudis dendrocronològics, l'Österport (la Porta Est) es va construir després del 1286, seguida de dues portes més al voltant del 1289: la Norderport (Porta Nord) i al 1294 la Snäckgärdsporten (la Porta Snäckgärds). Durant dècada de 1290 i principis de 1300, s'afegí al voltant de 20 torres grans entre les portes.
La construcció del mur probablement es relaciona amb conflictes entre la ciutat de Visby i l'assemblea de Gotland, la qual cosa desencadenà una guerra civil a l'illa el 1288. Una part del mur a l'est de Kvarntornet (la Torre del Molí) que ha estat arrasada possiblement data del començament d'aquesta guerra, quan Visby fou capturat i saquejat.
La construcció de muralles a les ciutats era inusual als països nòrdics durant l'edat mitjana; és per això que la construcció de la muralla de la ciutat testifica la importància comercial de Visby durant aquest temps. En la Suècia medieval, sols Estocolm, Kalmar i Visby tenien muralla.

## Galeria d'imatges

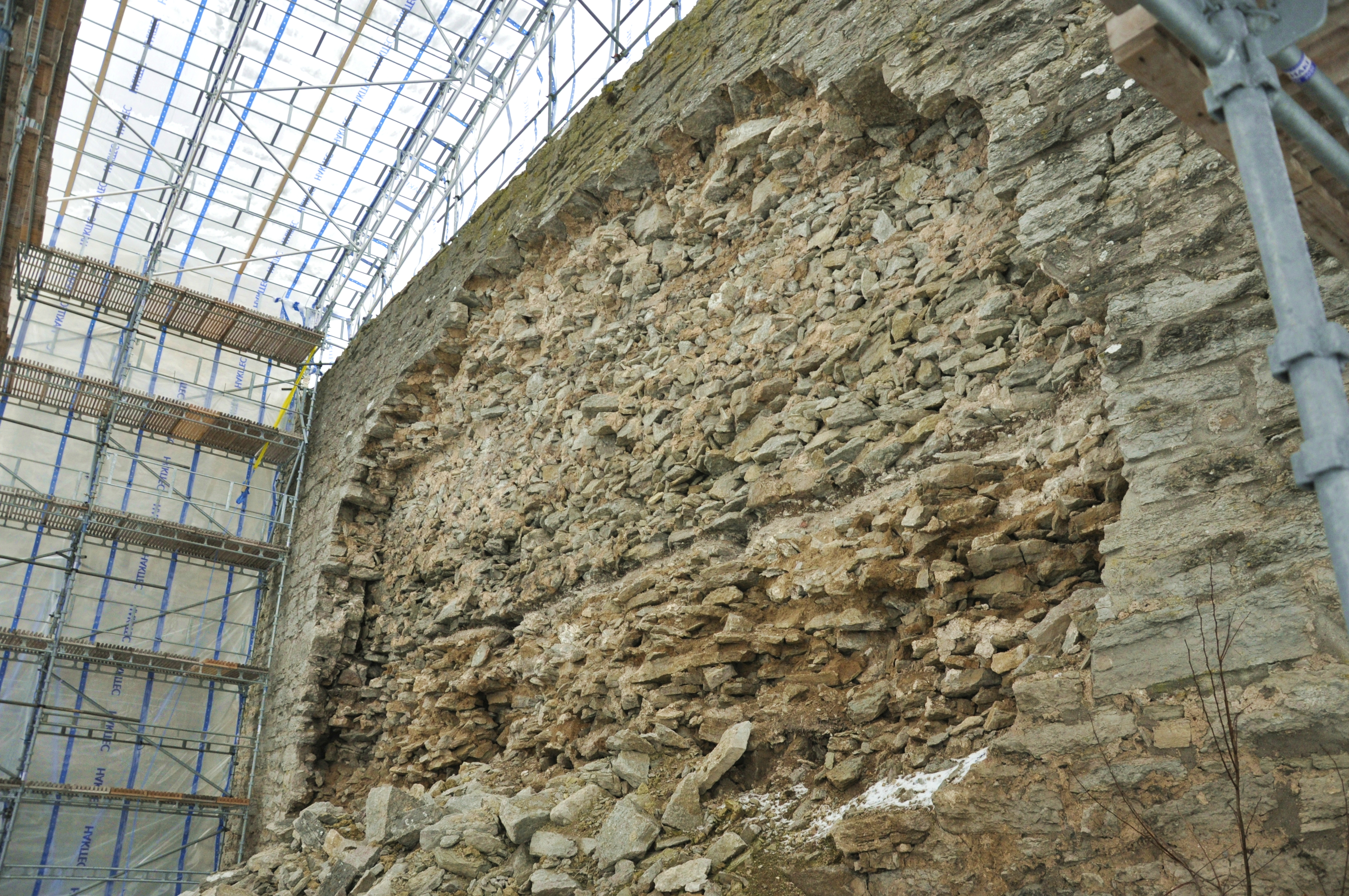
Renovació al 2013 d'un sector de la muralla que s'havia enfonsat
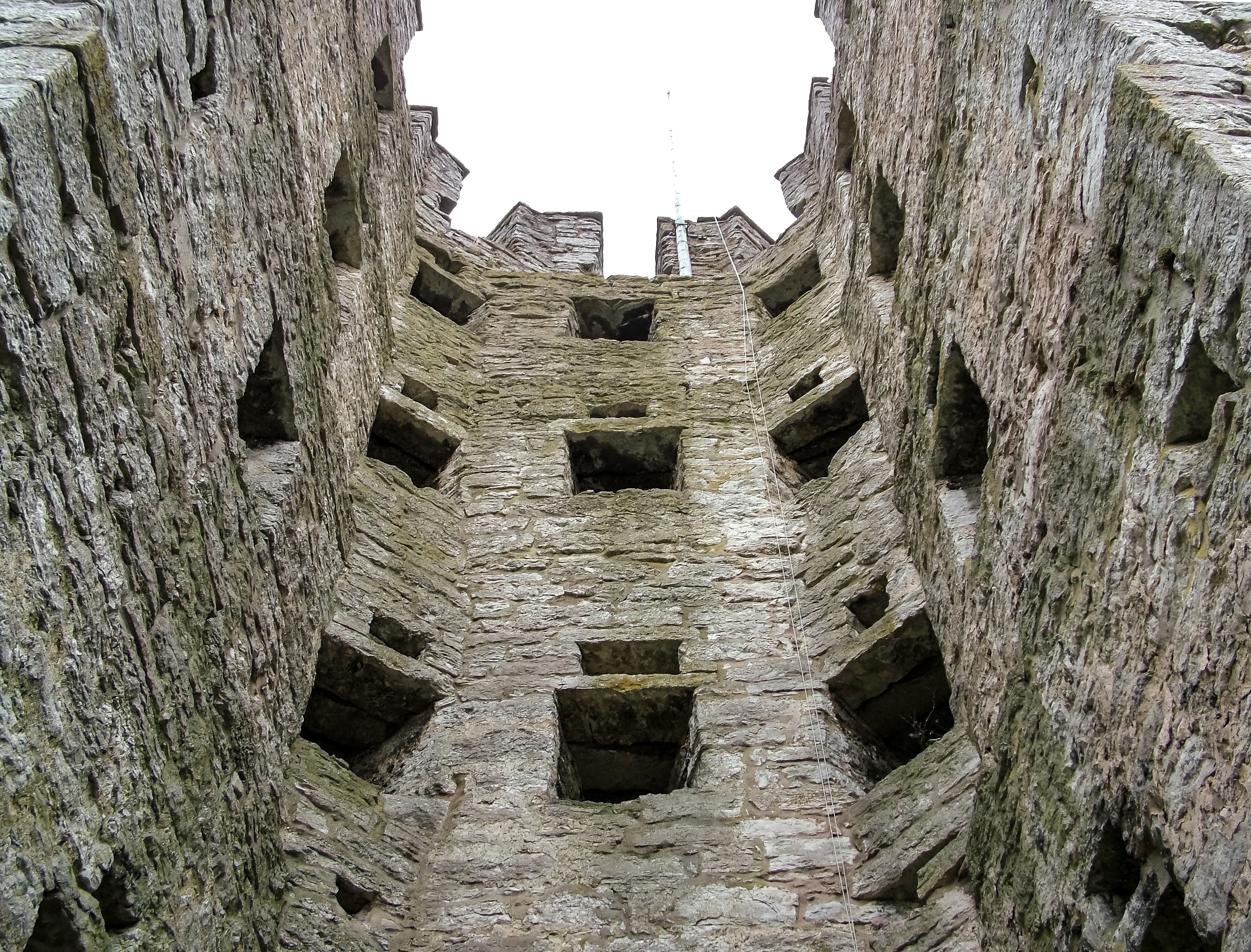
Interior de la Torre Tall Lisa
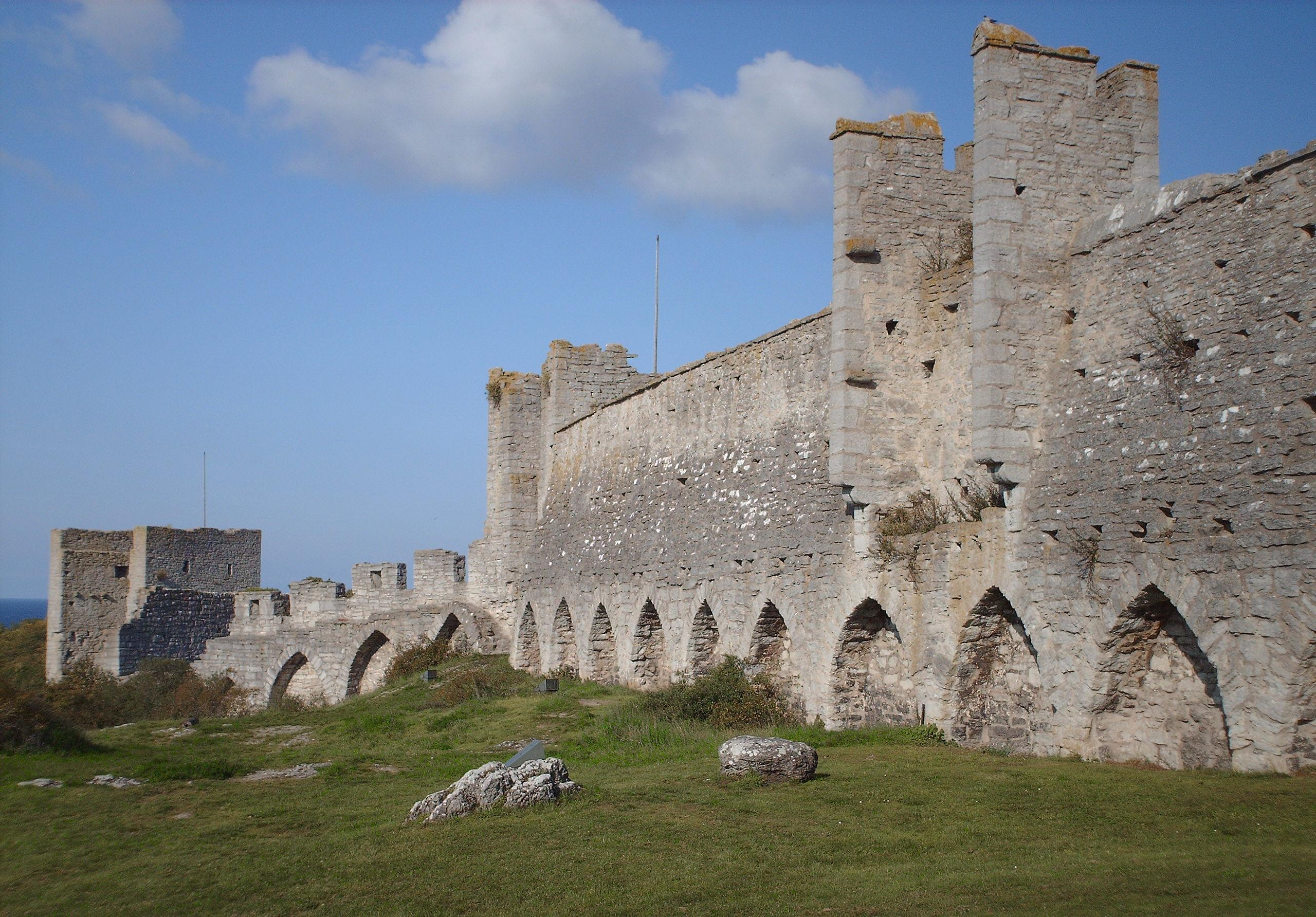
Dins la muralla
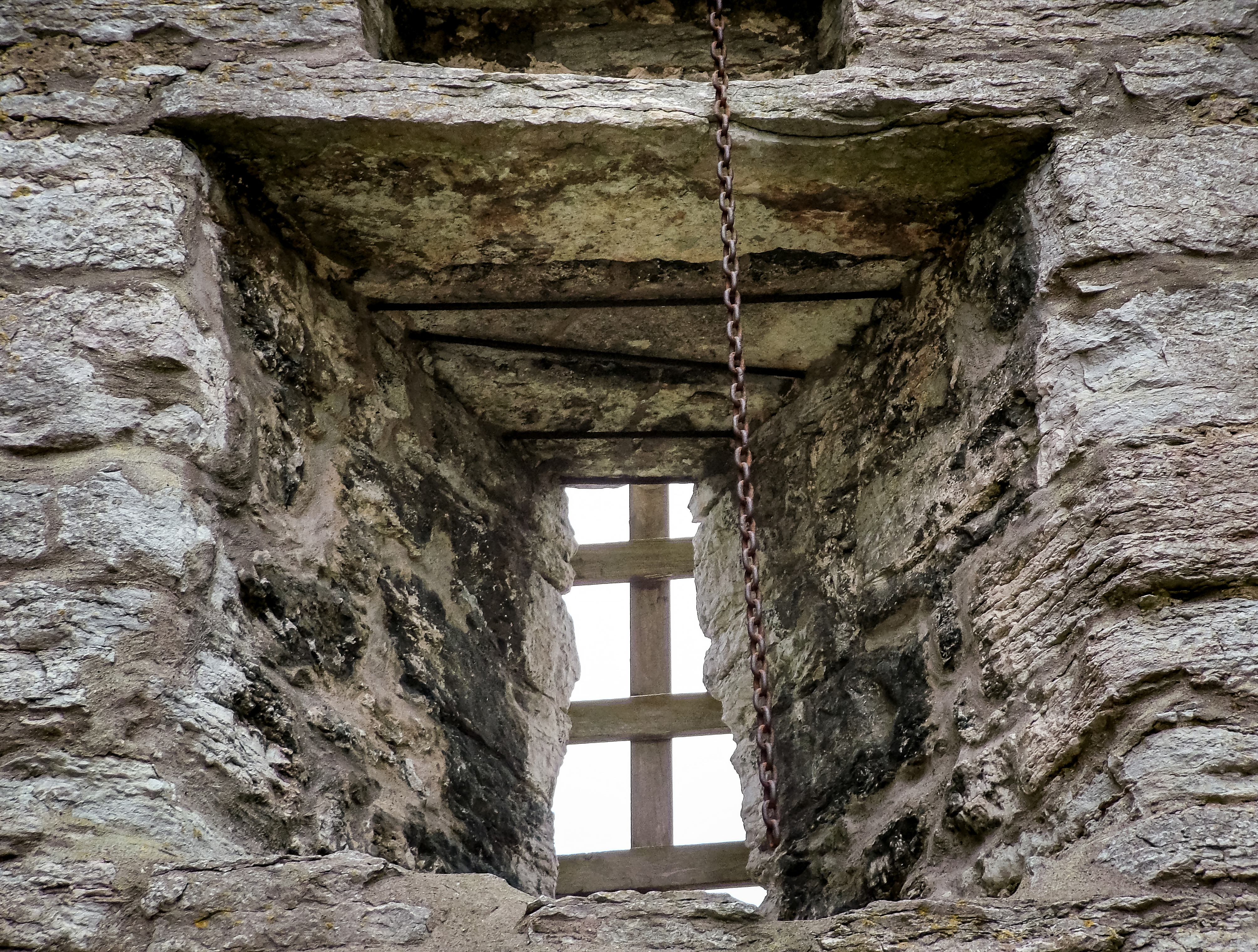
Ampit del mur
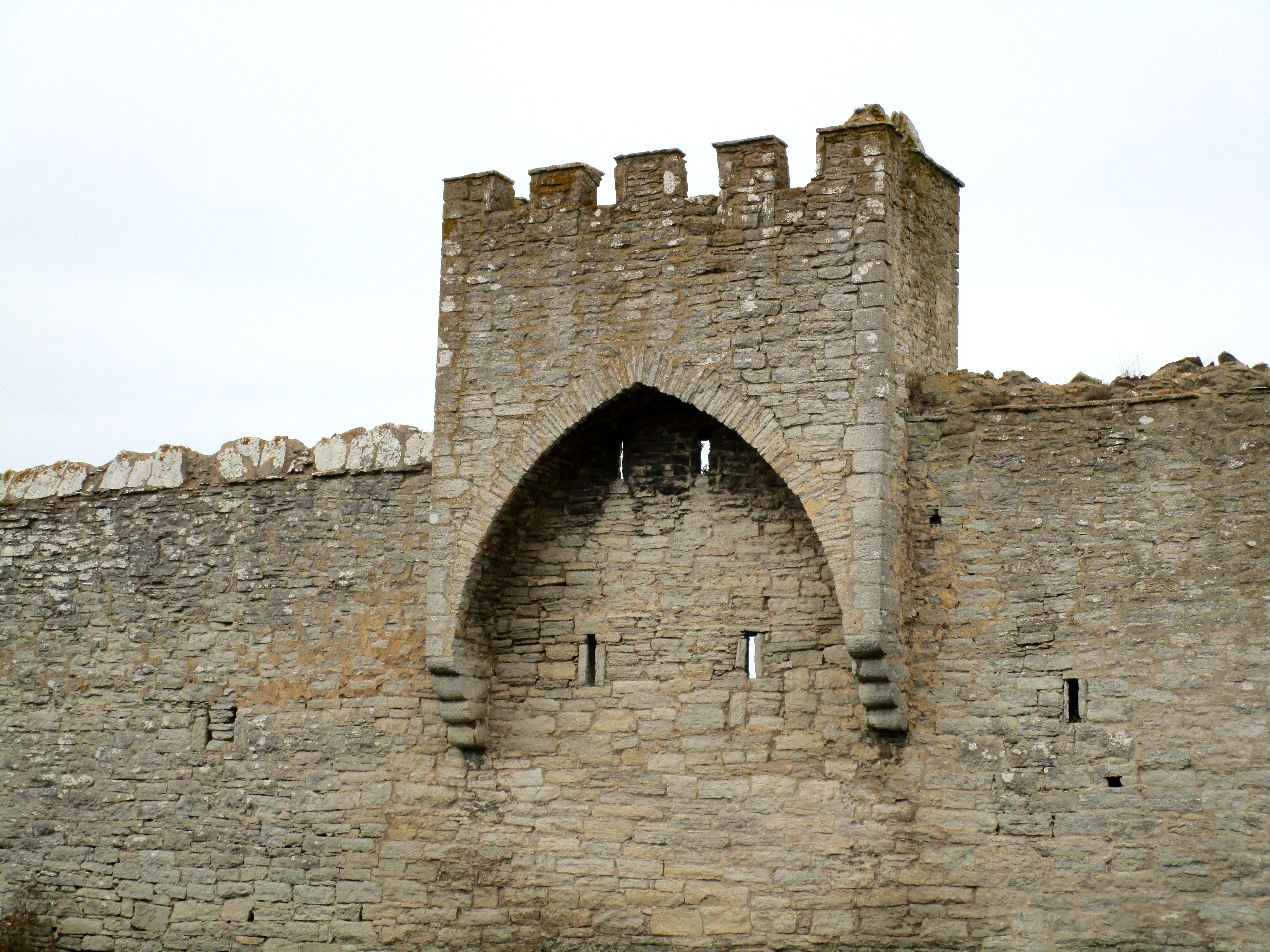
Una torre petita del sector oest de la Porta Sud de la muralla
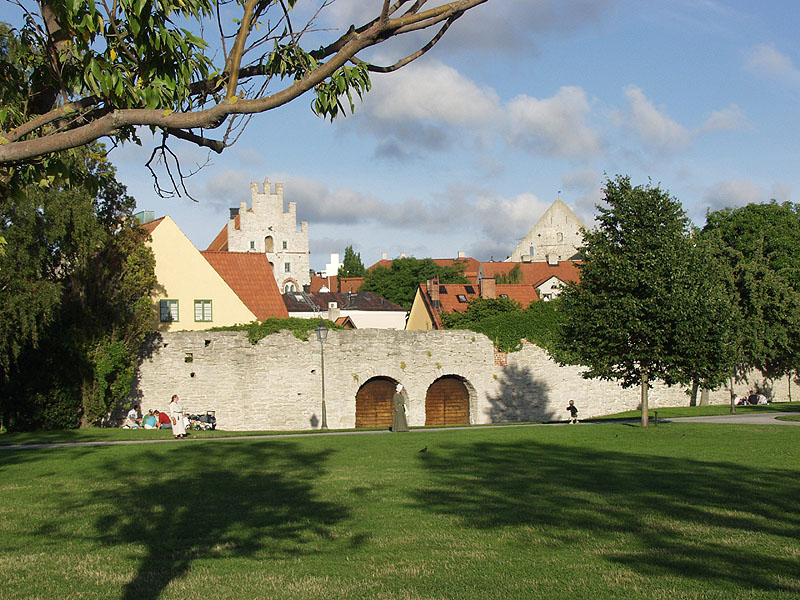
La muralla al parc Almedalen
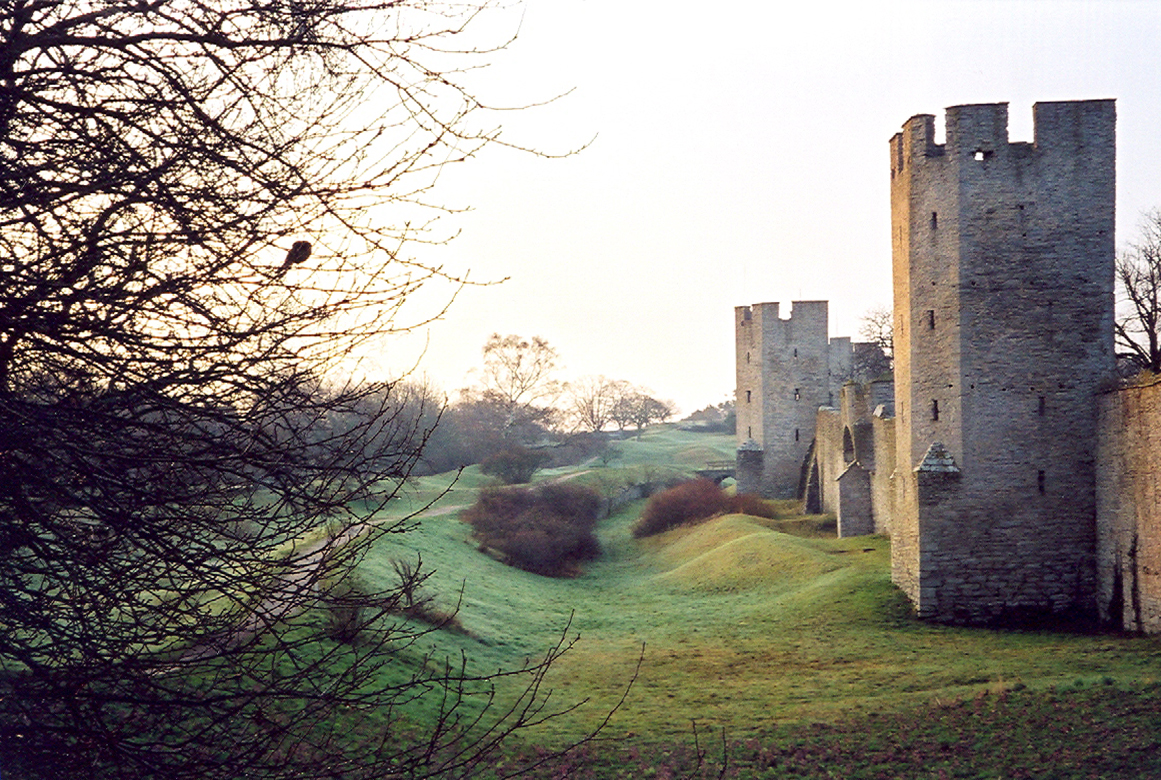
El fossat nord
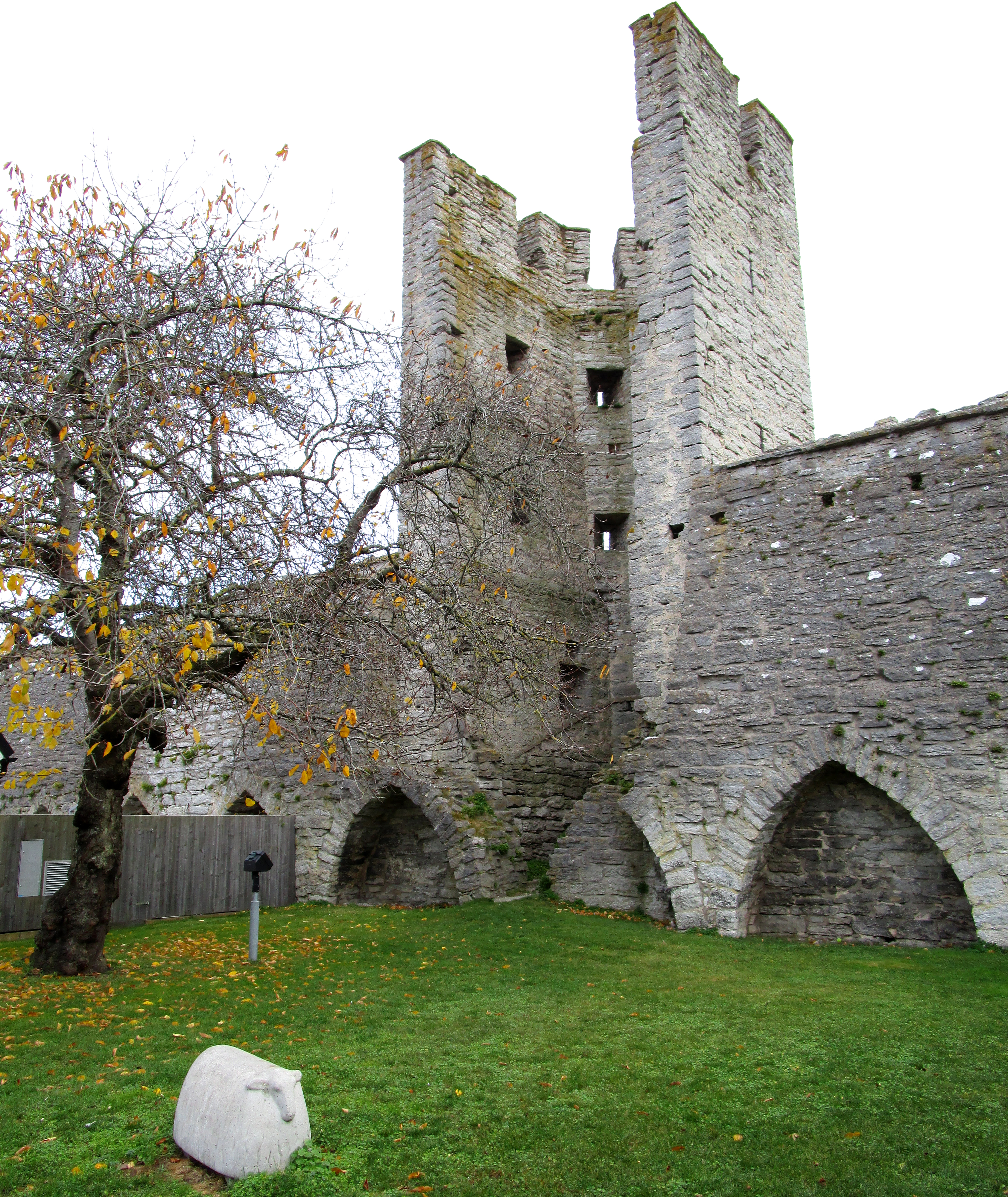
Escletxes d'observació a la Torre Nord
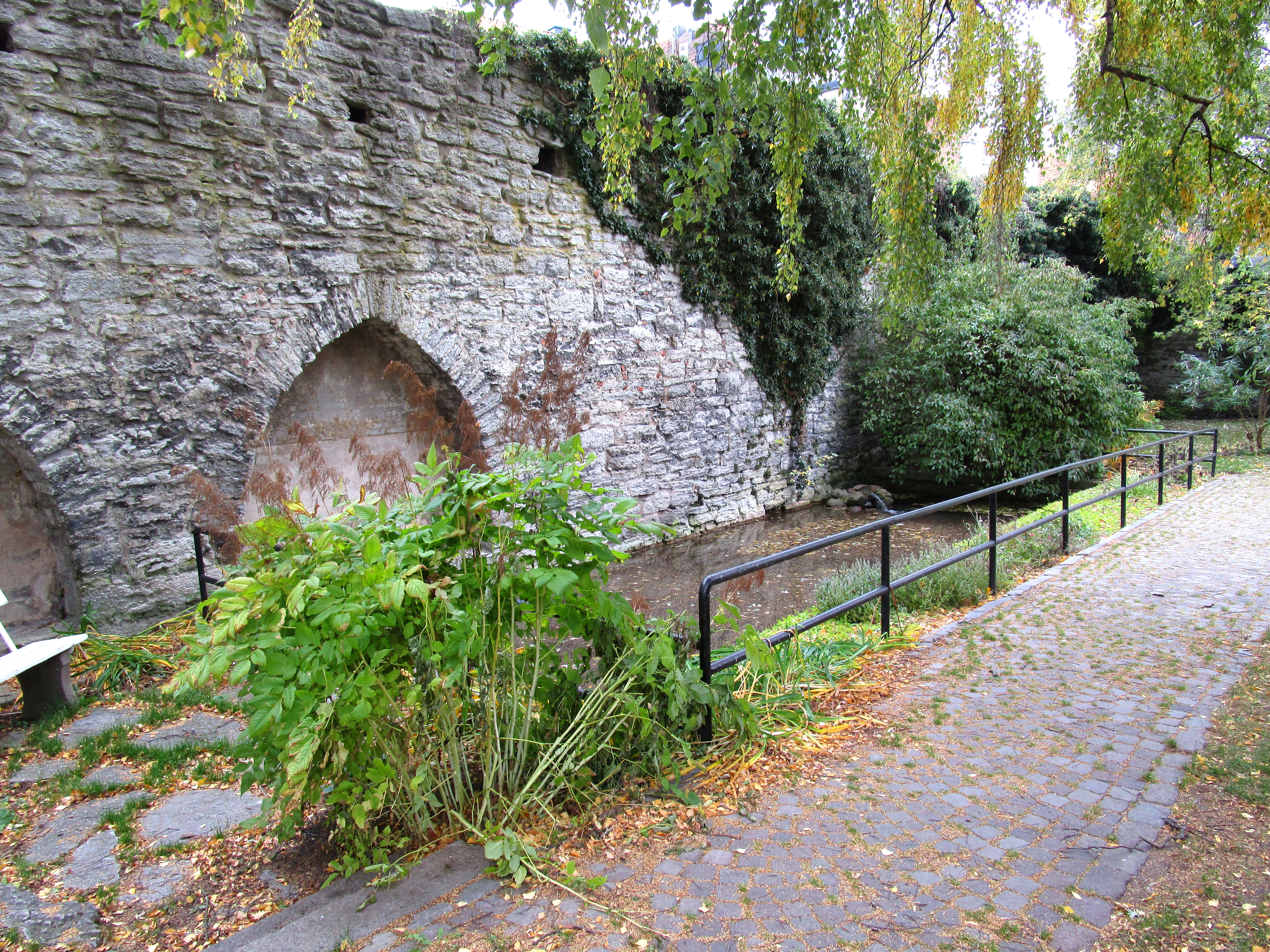
Estany fora de muralla entre la Porta de la platja gran i la platja petita
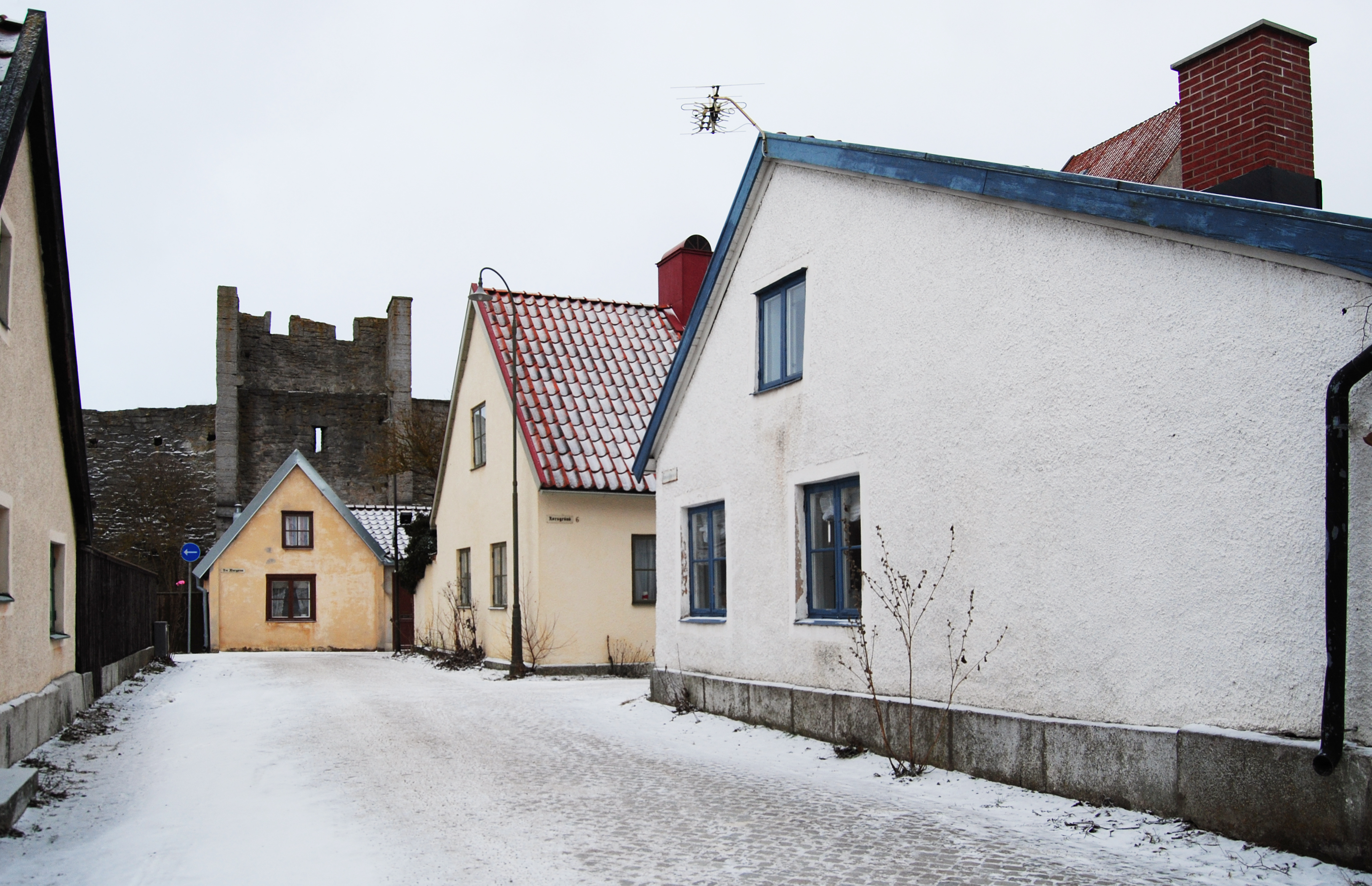
Vista de la muralla des dels carrerons interiors de Visby
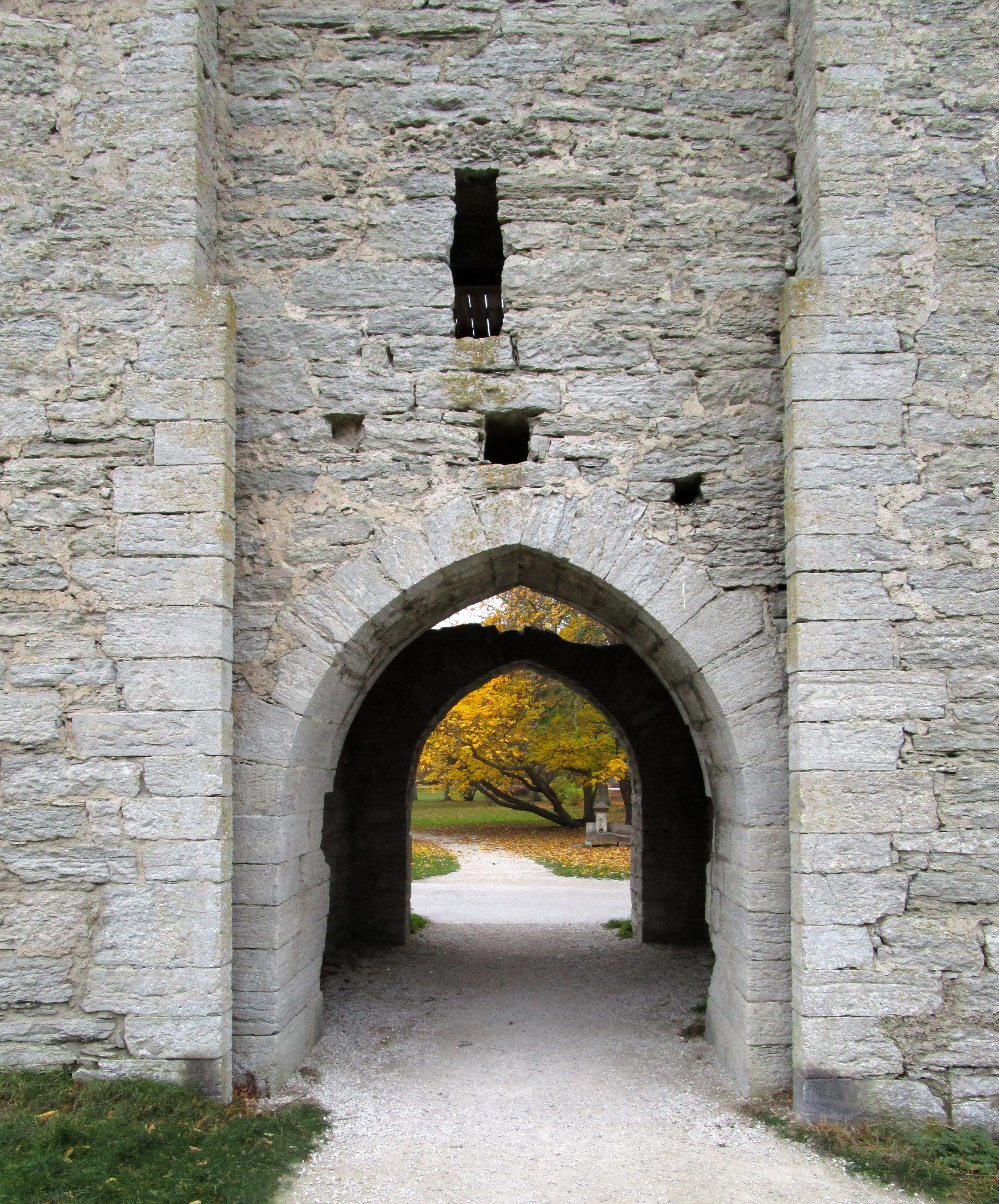
Vista d'una de les portes d'accés (Snäckgärdsporten)